# World of Guns: Gun Disassembly
World of Guns: Gun Disassembly (рус. Мир оружия: разборка оружия) — компьютерная игра, сочетающая жанры головоломки и симулятора, посвящённая разборке и изучению различных моделей огнестрельного оружия (а также иных механизмов). Игра разработана компанией Noble Empire Corp. и издана 21 мая 2014 г.; она является развитием серии игр Gun Disassembly, впервые опубликованных в 2010 году для платформ Windows и iOS, и является обновлённой версией Gun Disassembly с расширенной библиотекой моделей и набором функций.
Программа может использоваться как в качестве энциклопедии-справочника по стрелковому оружию, так и в качестве игры-головоломки, цель которой — разобрать или собрать модель в правильной последовательности за наименьшее время.

## Игровой процесс
Игрок манипулирует выбранным образцом оружия (или иного механизма) в трёхмерном пространстве. В его распоряжении свободно перемещаемая камера, а также специальные функции просмотра, позволяющие наглядно показать внутреннее устройство механизма: многослойный «рентген», режим учебного разреза, возможность замедления времени.
В зависимости от режима игры от игрока требуется либо освоить все органы управления и процедуры обращения с оружием (режим «Функционирование»), либо совершить сборку или разборку образца. Доступно несколько режимов разборки и сборки, возрастающих по сложности. Это неполная (полевая) разборка, полная разборка на составные части, и, наконец, разборка и сборка на время и точность. Для каждой модели доступны локальные и мировые таблицы рекордов, а также достижения. Также для ряда моделей доступны игровые «стрельбища».
Игра распространяется по системе free-to-play. Для разблокировки изначально недоступных моделей игрок может либо приобрести их с помощью заработанных в игре очков, либо с использованием микротранзакций. В продаже имеются DLC-пакеты моделей, в том числе пакет, дающий доступ ко всей библиотеке.

## Библиотека моделей
Одной из характеристик программы является расширяемая библиотека анимированных 3D-моделей, которую Noble Empire увеличивает с 2010 года (даты выхода изначальной версии Gun Disassembly). На данный момент компания-разработчик в среднем выпускает по две новых интерактивных модели в месяц. По утверждению разработчиков, 3D-модели и их анимация создаются по результатам работы с реальными экземплярами оружия, оригинальной технической документацией и фотографиями.
По состоянию на апрель 2018 года библиотека World of Guns состояла из 200 моделей, в сумме состоящих из более чем 23 000 деталей. В библиотеку моделей входят исторические и современные модели огнестрельного оружия, а также артиллерийские орудия, мотоциклы, автомобили (в том числе DeLorean DMC-12), бронетехника (БМП-3) и самолёт Chance Vought F4U Corsair.

## Отзывы и популярность

### Отзывы
Игра получила ряд положительных отзывов как в игровой, так и в специализированной прессе. Основатель популярного онлайн-издания об оружии The Firearm Blog Стив Джонсон назвал World of Guns «без всяких сомнений, моим любимым оружейным приложением» и отметил, что узнал благодаря игре много нового: «Я даже использовал [World of Guns], чтобы разобраться в устройстве исторических военных образцов из моей коллекции». В русскоязычной и англоязычной игровой прессе World of Guns получила в целом позитивные отзывы. Обозреватель сайта Rock, Paper, Shotgun Тим Стоун посвятил игре выпуск рубрики симуляторов, а позже сравнил её с игрой Car Mechanic Simulator 2014 не в пользу последней. Также обзор игры вошёл в выпуск телепрограммы «От Винта!». Обозреватель популярного у оружейных энтузиастов блога Guns.Com высоко оценил игру и отметил: «Когда я покупаю оружие, я сперва проверяю, есть ли его модель в WoG; если есть, то можно брать». Он отмечает, что несмотря на микротранзакции, расходы на нужные модели «разумны», а сама игра в качестве руководства по обслуживанию оружия «исключительна» и «стоит того».

### Популярность
По данным Steam Spy, в цифровом магазине Steam у World of Guns насчитывается 2,2 млн владельцев (усреднённая пользовательская оценка 82 %, Very Positive). Приложение World of Guns для социальной сети VK.com было установлено 810 000 раз; приложение для Facebook имеет 10 000 ежемесячно активных пользователей и 130 000 подписчиков. Оригинальная версия программы Gun Disassembly имеет от 1 до 5 млн установок в магазине Google Play (ср. оценка 4/5) и среднюю оценку 4/5 в AppStore.
Летом 2018 года, благодаря уязвимости в защите Steam Web API, стало известно, что точное количество пользователей сервиса Steam, которые играли в игру хотя бы один раз, составляет 2 367 076 человек.